# Axel Piper

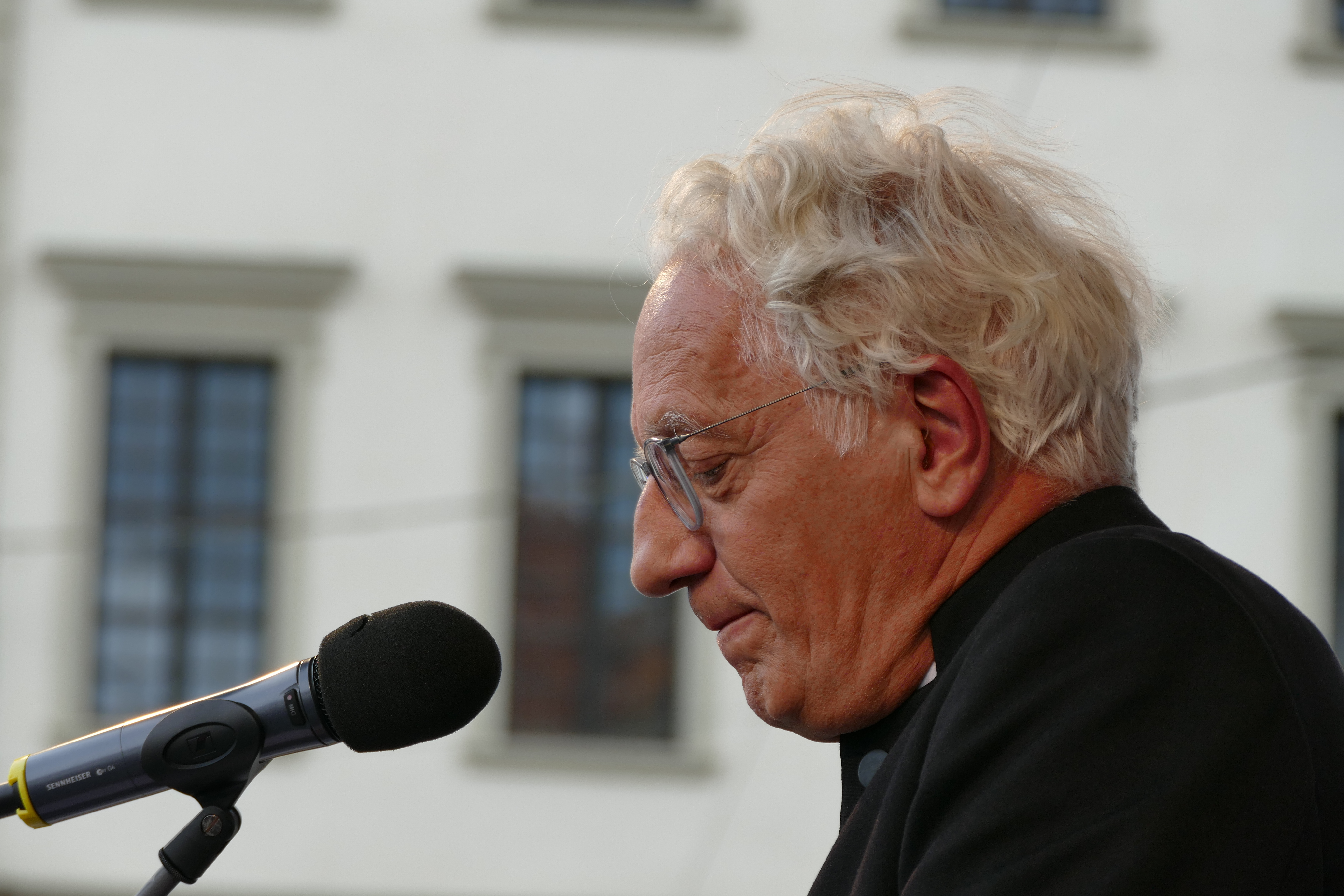
Axel Piper bei der Verkündung des Augsburger Friedenspreises 2023

Axel Piper (* 21. Februar 1959 in Essen) ist ein deutscher lutherischer Geistlicher. Von 2019 bis 2024 amtierte er als Regionalbischof im Kirchenkreis Augsburg der Evangelisch-Lutherischen Kirche in Bayern.
Piper, der Sohn eines Bergbau-Ingenieurs, wuchs in München und Lindau (Bodensee) auf. Er studierte Evangelische Theologie an der Ludwig-Maximilians-Universität München und arbeitete nach seiner Ordination zunächst im Schuldienst, anschließend an der Christuskirche in Lindau. 1996 wurde er Referent für Konfirmandenarbeit und Gemeindepädagogik im Religionspädagogischen Zentrum der Landeskirche in Heilsbronn. Von 2003 bis Ende 2018 amtierte er als Pfarrer an der Apostelkirche in Weilheim und zugleich als Dekan des Evangelisch-Lutherischen Dekanats Weilheim in Oberbayern. Am 13. Januar 2019 wurde Piper in der Augsburger evangelischen Kirche St. Ulrich vom bayerischen Landesbischof Heinrich Bedford-Strohm offiziell in sein Amt als Regionalbischof für den evangelischen Kirchenkreis Augsburg und Schwaben eingeführt. Das Amt hatte er bis zu seinem Ruhestand 2024 inne.
Seit 2004 ist Piper Sprecher der Kurzandachten „Auf ein Wort“ beim Bayerischen Rundfunk.